# NGC 2318
NGC 2318 est un amas ouvert,, situé dans la constellation du Grand Chien. Il a été découvert par l'astronome germano-britannique William Herschel en 1785.